# La Văn Cầu
La Văn Cầu (sinh 1932) là một sĩ quan Quân đội nhân dân Việt Nam mang quân hàm Đại tá. Ông là một trong bảy người đã được Chủ tịch Hồ Chí Minh phong tặng danh hiệu Anh hùng lực lượng vũ trang nhân dân tại Đại hội chiến sĩ thi đua toàn quốc lần I. Ông nguyên là Ủy viên trung ương Mặt trận Tổ quốc Việt Nam. Ngay khi còn sống, La Văn Cầu đã được đặt tên cho trường học và đường phố ở Việt Nam.

## Sự nghiệp
La Văn Cầu tên thật là Sầm Phúc Hướng, ông là người dân tộc Tày, quê ở xã Phong Nặm, huyện Trùng Khánh, tỉnh Cao Bằng
Năm 1948, ông gia nhập Đại đội 671, một đơn vị địa phương Cao Bằng của quân đội Việt Minh (khi đó gọi là Quân đội Quốc gia Việt Nam, từ năm 1950 gọi là Quân đội nhân dân Việt Nam). La Văn Cầu được kết nạp Đảng Cộng sản Đông Dương vào năm 1950.
Trong chiến tranh Đông Dương, từ năm 1948 đến năm 1952, La Văn Cầu đã tham gia chiến đấu 29 trận. Trận phục kích trên đường Bông Lau-Lũng Phầy ở Cao Bằng năm 1949, ông đã xung phong và một mình bắn chết lính Pháp trên xe tăng rồi nhảy lên xe đối phương dùng súng trên xe diệt thêm 10 lính Pháp nữa.
Trong Trận Đông Khê thuộc Chiến dịch biên giới năm 1950, La Văn Cầu là chỉ huy tổ bộc phá hàng rào để đơn vị phía sau tiến công đồn. Ông Cầu bị trúng đạn dập nát một phần cánh tay phải. La Văn Cầu đã nghiến răng chịu đau để nhờ đồng đội dùng lưỡi lê chặt đứt cánh tay bị thương và tiếp tục chiến đấu. Ông dùng tay trái ôm bọc phá đánh mở đường, tạo thời cơ cho các lực lượng khác tiếp đánh chiếm đồn quân đối phương
Trong thời gian dưỡng thương, La Văn Cầu tập trung học văn hóa và chính trị. Ông tiếp tục ở lại trong quân đội với công việc là cán bộ tuyên huấn, chuyên trách công tác thanh niên
Năm 1983, ông Cầu được chuyển về Hà Nội do điều kiện gia đình rồi công tác tại Tổng cục Chính trị. Một thời gian sau, ông chuyển về Bảo tàng Quân đội làm công tác cán bộ. Ngày 1 tháng 8 năm 1996, La Văn Cầu nghỉ hưu theo chế độ.
Sau khi về hưu, ông La Văn Cầu tham gia hoạt động Mặt trận Tổ quốc Việt Nam. Ông đảm nhiệm chức vụ Ủy viên trung ương Mặt trận Tổ quốc Việt Nam.

## Gia đình
La Văn Cầu nghỉ hưu tại phố Hoàng Quốc Việt, Hà Nội cùng gia đình. Ông có bốn người con gồm hai con trai, hai con gái và hiện có 6 cháu nội, ngoại.

## Vinh danh
Với các thành tích trong chiến đấu, ngày 19 tháng 5 năm 1952, La Văn Cầu được Chủ tịch nước Việt Nam Dân chủ Cộng hòa tặng danh hiệu Anh hùng lực lượng vũ trang nhân dân, khi đó ông đang là tiểu đội phó thuộc Trung đoàn 174, Đại đoàn 316.
Cùng năm 1952, La Văn Cầu được trao tặng danh hiệu Anh hùng thi đua ái quốc theo Sắc lệnh số 107-SL ngày 10 tháng 8 năm 1952.
Ông được phong hàm Đại tá từ năm 1985, và được tặng Huân chương Quân công, hạng nhì, hạng ba và Huân chương Kháng chiến hạng nhất.
Cuộc đời của La Văn Cầu từng được đưa vào bài tập đọc của sách giáo khoa tiểu học ở Việt Nam. Tên ông được dùng để đặt cho nhiều trường học và một số con đường ở Thủ đô Hà Nội, ở phường Thắng Tam, thành phố Vũng Tàu, một con phố ở thành phố Nam Định và một khu phố ở thị trấn Nam Sách, huyện Nam Sách, tỉnh Hải Dương. Ông là một trường hợp đặc biệt và hiếm có ở Việt Nam lẫn trên thế giới vì ngay khi còn đang sống đã được đặt tên đường. Theo ông Cầu, việc tên ông được dùng để đặt cho một con đường là một vinh dự. Nhưng bên cạnh đó, ông cũng băn khoăn vì nhiều người khi biết có đường phố mang tên ông, lại tưởng ông đã qua đời.
Ông được vinh danh công dân thủ đô ưu tú năm 2019 tại Hội nghị biểu dương điển hình tiên tiến, người tốt, việc tốt tiêu biểu ngày 05 tháng 11 năm 2019.